# Polymixis laportei
Polymixis laportei är en fjärilsart som beskrevs av Plante 1975. Polymixis laportei ingår i släktet Polymixis och familjen nattflyn. Inga underarter finns listade i Catalogue of Life.